# Nunciella aspersa
Nunciella aspersa is een hooiwagen uit de familie Triaenonychidae.